# أف تي أكس
أف تي أكس (بالإنجليزية: FTX) هي شركة وبورصة للعملات المشفرة، تأسست في أنتيغوا وباربودا ومقرها في جزر البهاماس في عام 2019. كان الغرض منها توليد أكبر قدر ممكن من الثروة لاستخدامها في الأغراض الخيرية. في يوليو 2021 بلغ متوسط حجم التداول اليومي للبورصة 10 مليارات دولار ولديها أكثر من مليون مستخدم. تقوم بتشغيل تبادل منفصل متاح للمقيمين في الولايات المتحدة. جمعت في يوليو عام 2021 حوالي 900 مليون دولار بتقييم 18 مليار دولار من أكثر من 60 مستثمرًا.

## التأسيس
قام سام بانكمان فرايد، وهو خريج معهد ماساتشوستس للتكنولوجيا، بتداول صناديق الاستثمار المتداولة الدولية في شركة جين ستريت كابيتال، بعدها في مايو عام 2019 قام بتأسيس شركته أف تي أكس (FTX). في أغسطس عام 2020 استحوذت على تطبيق بلوكفوليو (بالإنجليزية: Blockfolio) مقابل 150 مليون دولار، وهو تطبيق لتتبع محفظة العملات المعماة.

## إعلان الإفلاس
أعلنت المنصة في نوفمبر 2022 أن عمليات التداول قد تتوقف عليها في أي لحظة، تمثلت المشكلة في أن الرافعة المالية التي قدّمتها بورصة العملات التي بلغت أقصى الحدود (الاقتراض الفعال من بعض العملاء لإقراض آخرين) حيث بدأ المستخدمون يشكون في ثبات المنصة فبدأت عمليات سحب كبيرة أدت إلى توقفها.
الصعود والهبوط المذهل لمؤسس شركة FTX "إف تي إكس" سام بانكمان فريد في صناعة العملات المشفرة – وهي رحلة تضمنت شهادته أمام الكونغرس، وإعلان في مباراة السوبر بول وأحلام الترشح للرئاسة في المستقبل – وصلت إلى الحضيض في الثاني من نوفمبر 2023 عندما أدانته هيئة المحلفين في نيويورك بالاحتيال لسرقة ما لا يقل عن 10 مليارات دولار من أموال العملاء والمستثمرين
وفي فبراير 2024 أصدر قاضي محكمة الإفلاس قراراً سمح فيه لـ "إف تي إكس" التصرف في حصة 8% التي تملكها في "أنثروبيك"، التي تعد أحد أعلى الأصول التي تملكها منصة التداول المفلسة من حيث القيمة السوقية ما قد يضيف أكثر من مليار دولار إلى حجم السيولة لدى الشركة و البالغ 6.4 مليار دولار.

## روابط خارجية
- الموقع الرسمي
- موقع المنصة الخاص بالولايات المتحدة